# Patricia Kaas (album)
 (novembre 2016).
Albums de Patricia Kaas
Kaas chante Piaf
(2012)
Singles
1. Le jour et l'heure
Sortie : 20 juin 2016[4]
2. Madame tout le monde
Sortie : 14 septembre 2016[1]

Patricia Kaas est le dixième album studio de Patricia Kaas, sorti en novembre 2016.

## Genèse et développement
Warner Music France annonce, en juin 2015, un nouvel album « Kaas comme au bon vieux temps », « […] fait de chansons qui correspondent à ce que je suis aujourd'hui », précise Patricia Kaas dans le communiqué de la maison des disques en ajoutant : « Je suis une artiste populaire à ma façon et fière de l'être ».
L'album, produit par le britannique Jonathan Quarmby, sort officiellement le 11 novembre 2016.

## Singles

### Le jour et l'heure
En juin 2016 sort le premier single, Le jour et l'heure, du nouvel album qui « pourrait s'intituler La langue que je parle », prévu en novembre 2016 : « La langue que je parle n'est pas celle que je chante. Elle est moins musicale, elle est bien plus violente […]. Elle raconte la mine, où deux terres se rejoignent. Peut-être entre les lignes, l'enfance qui s'éloigne », y explique Patricia Kaas au journal Le Parisien.
Signée David Verlant, Le jour et l'heure évoque l'horreur due aux attentats du 13 novembre 2015 à Paris.

### Madame tout le monde
Le second single, Madame tout le monde, sort le 14 septembre 2016, écrit par Pierre Jouishomme et Aurélie Saada.

## Accueil

### Audiences
L'album fait sa première rentrée en douzième position au Top Albums France, le 7 novembre 2016.

## Liste des titres
L'album comprend également cinq titres supplémentaires en édition limitée, dont quatre en version acoustique et un inédit.
| 1.    | Adèle                              | Ben Mazué                          |                                  | 3:07 |
| 2.    | Cogne                              | Rose                               | Rémi Lacroix                     | 3:34 |
| 3.    | Madame tout le monde               | Pierre Jouishomme et Aurélie Saada | Jonathan Quarmby et Rémi Lacroix | 2:48 |
| 4.    | Sans tes mains                     |                                    | Baptiste Bender                  | 3:34 |
| 5.    | La maison en bord de mer           |                                    | Rémi Lacroix                     | 3:35 |
| 6.    | Embrasse                           |                                    | Rémi Lacroix                     | 3:31 |
| 7.    | Marre de mon amant                 |                                    | Mirko Banovic                    | 3:25 |
| 8.    | Sans nous                          | Ben Mazué                          |                                  | 3:55 |
| 9.    | Ne l'oubliez jamais                |                                    | Davide Esposito                  | 4:35 |
| 10.   | Le jour et l'heure (version album) | David Verlant                      | Rémi Lacroix                     | 3:26 |
| 11.   | La langue que je parle             |                                    | Daran                            | 3:08 |
| 12.   | Ma météo personnelle               |                                    | Jonathan Quarmby et Rémi Lacroix | 3:22 |
| 13.   | Ma tristesse est n'importe où      |                                    | Daran                            | 3:43 |
| 49:00 |                                    |                                    |                                  |      |

| 14. | Adèle (version acoustique)          |      |              |      |
| 15. | Sans tes mains (version acoustique) |      |              |      |
| 16. | Embrasse (version acoustique)       |      |              |      |
| 17. | Cogne (version acoustique)          | Rose |              |      |
| 18. | Le refuge (Bonus track)             |      | Rémi Lacroix | 3:23 |